# Юліуш Биковський
Юліуш Биковський (1844—1915) — професор, інженер, ректор ц.-к. Вищої політехнічної школи у Львові (нині Національний університет «Львівська політехніка») у 1883—1884 роках.

## Біографія
Народився у селі Савричині Сокальського повіту у 1844 році.
У 1861 році закінчив Львівську реальну школу. З 1861 року по 1867 рік навчався у Технічній академії (нині Національний університет "Львівська політехніка"), у 1868 році продовжив навчання у Віденській політехніці, яку закінчив 1869 року.
Учасник Січневого повстання 1863 року.
У 1869—1873 роках працював залізничним інженером на лінії Станиславів (нині м. Івано-Франківськ) — Чернівці. Був інженером Львівських залізничних майстерень.
Заступник професора відділу механічних технологій у ц.-к. Вищій політехнічній школі у Львові (нині Львівська політехніка). З 1877 року набув ступеня професор. У 1883—1884 роках його обирали ректором ц.-к. Вищої політехнічної школи.
Автор підручника механічних технологій, який вийшов у 1896 році.
Помер у Львові у 1915 році.